# Anna-Clara Tidholm
Anna-Clara Tidholm (ur. 7 stycznia 1946 w Sztokholmie) – szwedzka ilustratorka i autorka książek.
W Polsce nakładem Wydawnictwa Zakamarki ukazały się jej cztery książki autorskie w tłumaczeniu Katarzyny Skalskiej.
| L.p. | Tytuł polski   | Tytuł oryginalny | Rok pierwszego wydania w Szwecji | Rok pierwszego wydania w Polsce |
| ---- | -------------- | ---------------- | -------------------------------- | ------------------------------- |
| 1    | Jest tam kto?  | Knacka på!       | 1992                             | 2009                            |
| 2    | Gdzie idziemy? | Ut och gå!       | 1993                             | 2009                            |
| 3    | Wymyśl coś!    | Hitta på!        | 1993                             | 2013                            |
| 4    | A dlaczego?    | Varför då?       | 1994                             | 2013                            |